# Georg Brüning

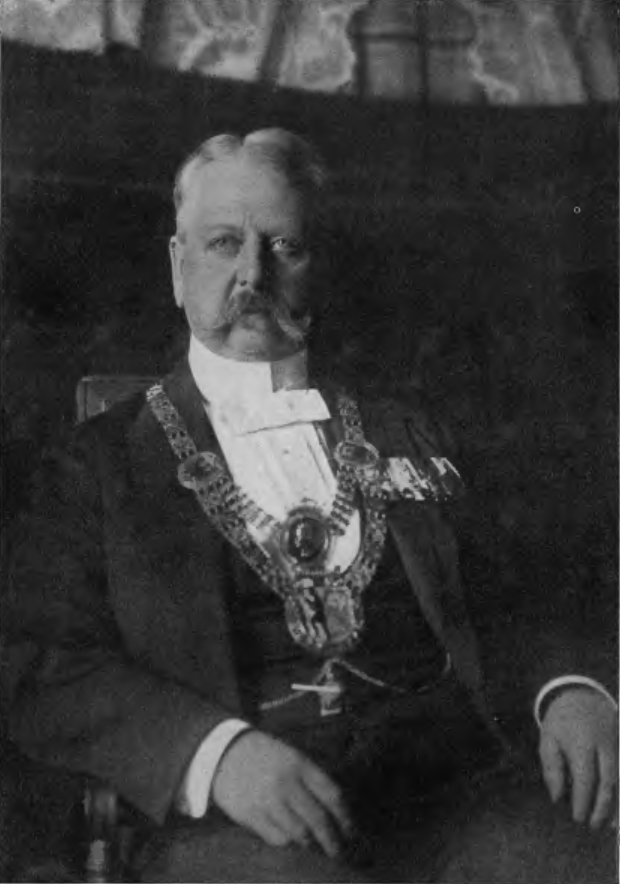
Georg Brüning (1913)

Georg Brüning (* 12. August 1851 auf der Burg Botzlar in Selm; † 17. Dezember 1932 in Beuthen, Oberschlesien) war ein deutscher Jurist, Politiker und langjähriger Bürgermeister von Beuthen O.S., seit 1892 Oberbürgermeister. Er hatte das Amt bis 1919 inne.

## Leben und Wirken
Brüning baute das Gas-, Wasser- und Elektrizitätsnetz und die Kanalisation in Beuthen umfangreich aus und ließ Straßen befestigen. In seine Amtszeit fielen der Bau des Stadttheaters, der Realschule und des Hygieneinstituts.
Brüning wurde u. a. mit dem Roten Adlerorden ausgezeichnet. Am 17. Dezember 1932 starb Georg Brüning in Beuthen O.S. Sein Grab befindet sich auf dem katholischen Friedhof Mater Dolorosa. Brüning war mit Dorothea geborene Köchne verheiratet und hatte fünf Kinder.
Zu Ehren Georg Brünings wurde der Platz vor der Stadtverwaltung in Bytom am 23. Januar 2015 nach ihm benannt. Gleichzeitig wurde eine Gedenktafel enthüllt.

## Verweise
1. ↑  Georg Brüning – Bytomianin wszechczasów (polnisch)
2. ↑  VDG: Beuthen: Stadtverwaltung ehrt Deutschen Georg Brüning (Memento des Originals vom 28. Januar 2015 im Internet Archive)  Info: Der Archivlink wurde automatisch eingesetzt und noch nicht geprüft. Bitte prüfe Original- und Archivlink gemäß Anleitung und entferne dann diesen Hinweis.
3. ↑  NaszeMiasto: Bytom : Burmistrz Georg Brüning ma od dzisiaj swój plac
4. ↑  Dziennik Zachodni: Burmistrz Georg Brüning z Bytomia ma swój plac. To ten przed Urzędem Miejskim

| Personendaten    | Personendaten                                                 |
| ---------------- | ------------------------------------------------------------- |
| NAME             | Brüning, Georg                                                |
| KURZBESCHREIBUNG | deutscher Jurist, Politiker und Oberbürgermeister von Beuthen |
| GEBURTSDATUM     | 12. August 1851                                               |
| GEBURTSORT       | Botzlar bei Selm                                              |
| STERBEDATUM      | 17. Dezember 1932                                             |
| STERBEORT        | Beuthen, Oberschlesien                                        |